# Chiesa di San Martino a Paperino
La chiesa di San Martino sorge a Paperino, frazione meridionale del comune di Prato.

## Storia e descrizione
La chiesa fu in origine cappella dipendente dalla lontana pieve di Santo Stefano (l'attuale cattedrale); nel Duecento divenne chiesa parrocchiale. Una ristrutturazione del 1820-25 caratterizza presbiterio e interni, di garbata veste classicheggiante (con un pregevole Crocifisso ligneo cinquecentesco). Dell'antica struttura resta in facciata una bella lunetta trecentesca con la Madonna e il Bambino, attribuita a Francesco di Michele. Nel 2006 ha inizio un'ulteriore ristrutturazione. 
Il campanile sorge dietro l'abside e ospita tre campane: le due piccole sono opera dei fiorentini Giuliano e Giovanni Domenico Moreni del 1738, mentre la grossa è della fonderia De Poli di Vittorio Veneto del 1998. Presente inoltre una piccola campanella, che però è inutilizzata.

## Altre immagini

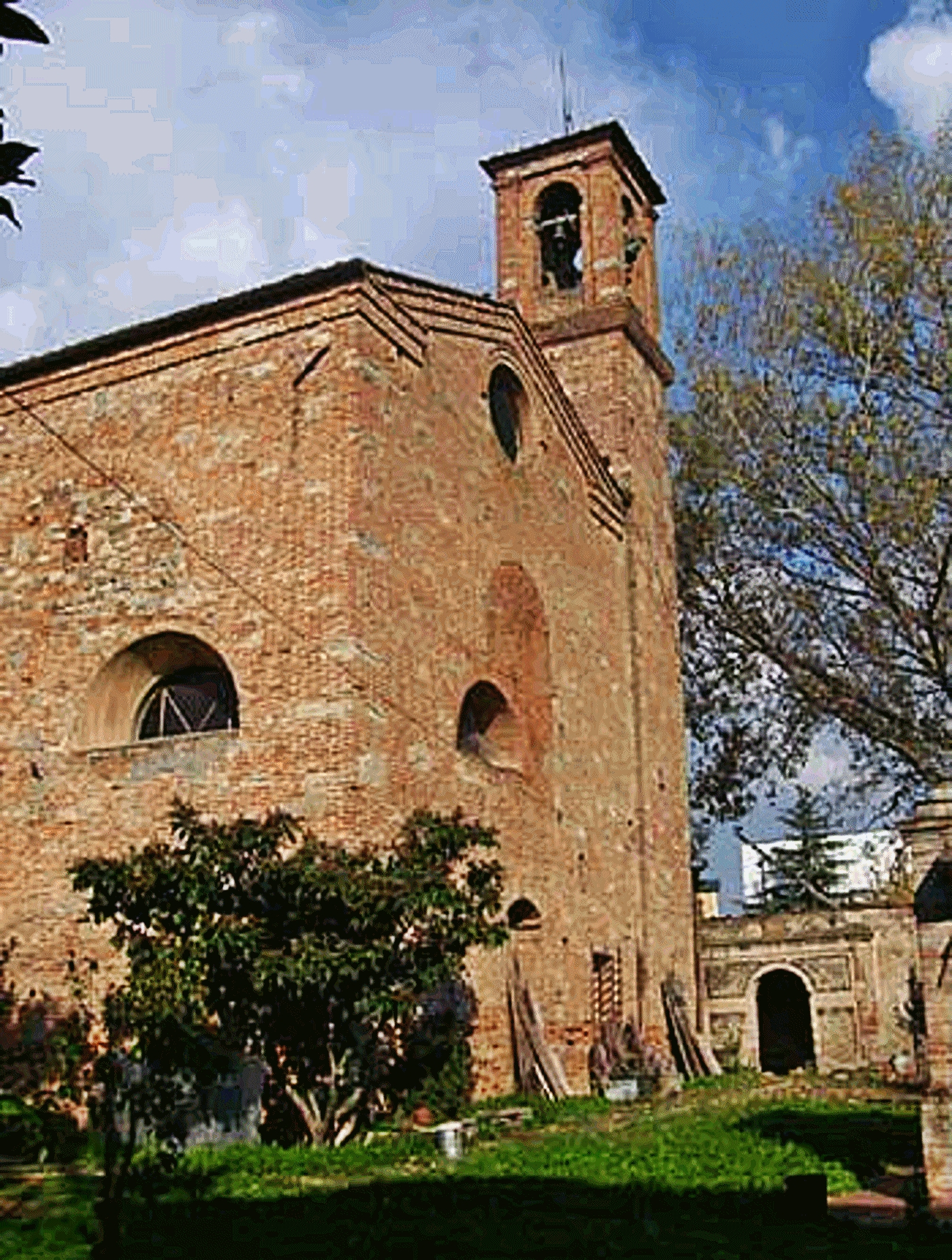
Retro della chiesa
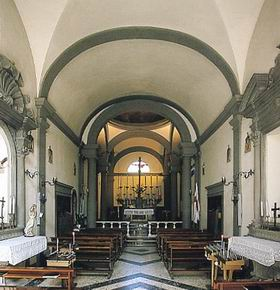
Interno
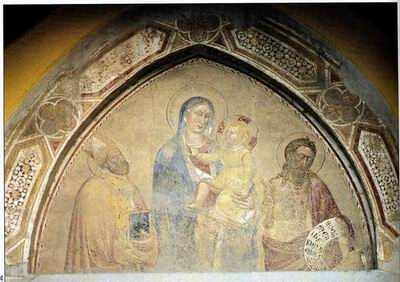
Madonna col Bambino e santi, attribuita a Francesco di Michele